# Смирнова, Екатерина Алексеевна
Екатерина Алексеевна Смирнова (род. 4 августа 1996, Йошкар-Ола) — российская спортсменка, чемпионка Универсиады 2019 года в эстафете, трёхкратный серебряный призёр зимней Универсиады 2019 года в индивидуальных лыжных гонках. Член сборной команды страны.

## Биография
Родилась 4 августа 1996 года в Йошкар-Оле, республика Марий Эл. Взрослую спортивную карьеру начала с 2008 года.

## Спортивная карьера
Смирнова дебютировала на Кубке Восточной Европы в Сыктывкаре в феврале 2014 года, заняла 51-е место на 10 км классическим ходом и 27-е место в спринте.
В сезоне 2018/2019 она заняла 16-е место в общем зачете Кубка Восточной Европы, продемонстрировав три финиша в десятке.
На Зимней Универсиаде в начале марта 2019 года в Красноярске она в трёх личных гонках завоевала три серебряные медали. В составе эстафетной четвёрки стала победителем Универсиады 2019 года.
В 2019 году включена в основной состав сборной России по лыжным гонкам. 29 ноября 2019 года дебютировала на этапах Кубка мира по лыжным гонкам.
На уровне чемпионата России завоевала серебряную медаль в 2017 году в эстафете в составе сборной Тюменской области.